# Tyrannochthonius acutus
Tyrannochthonius acutus (лат.) — троглобионтный вид ложноскорпионов рода Tyrannochthonius из семейства Chthoniidae. Встречается в пещерах в Китае: провинция Guizhou, Kaili City, Zhouxi Town, пещера Gazuida Cave, под камнями внутри пещеры в 20-200 м от входа в неё (температура: 16 °C, влажность: 70 %) [26°28′58.77″N, 107°55′38.24″E], 716 м над уровнем моря.

## Описание
Длина тела около 2 мм. Цвет в целом бледно-жёлтый, хелицеры, педипальпы и тергиты немного темнее, мягкие части бледные. От близких видов отличаются следующими признаками: умеренно крупный трогломорфный вид с удлинёнными придатками; карапакс без глаз; передний край карапакса тонкий, мелкозубчатый, эпистома отчётливо заострённая, треугольная; задний край карапакса с 2 волосками; тергиты II—VI с 4 волосками каждый. Педипальпы тонкие, бедро в 6,58—6,67 раз (самцы) и в 6,63—6,94 раз (самки) длиннее ширины; клешня в 7,29—7,65 раз (♂) и в 7,38—7,79 раз (♀) длиннее ширины; оба пальца клешни с интеркалярными зубцами.  Имеют длинные коксальные шипы; аподема подвижного пальца нормальная, не сложная или сильно склеротизованная; суббазальный трихоботрий расположен посередине между субтерминальным и базальным или ближе к субтерминальному. Вид был впервые описан в 2023 году китайскими арахнологами Yanmeng Hou, Zegang Feng и Feng Zhang из Хэбэйского университета (Hebei University, Баодин, Хэбэй) по типовым материалам из Китая.